# Gerlem Willian
Pour les articles homonymes, voir Willian.
Gerlem Willian de Jesus Almeida, dit Gerlem Willian, est un joueur de football né le 7 août 1984 à Linhares. Il est milieu offensif.

## Carrière
| Période   | Club                             | Pays              | Matchs | Buts |
| 2005      | EC Bahia                         | Brésil            | 1      | 0    |
| 2005-2006 | GD Estoril-Praia                 | Portugal          | 20     | 7    |
| 2006-2007 | GD Estoril-Praia Farul Constanţa | Portugal Roumanie | 11 7   | 3 1  |
| 2007-2008 | Farul Constanţa                  | Roumanie          | 22     | 3    |
| 2008-2009 | Farul Constanţa                  | Roumanie          | 20     | 4    |
| 2009-2010 | FC Vaslui                        | Roumanie          | 24     | 4    |